# Vauxhall w Krzeszowicach
Vauxhall – najstarszy i jeden z najcenniejszych zabytków w Krzeszowicach, wybudowany w latach 1783–1786 według projektu nadwornego architekta Szczepana Humberta na polecenie księżnej Izabeli Lubomirskiej jako dom zdrojowy z salami zabaw.
Piętrowy pałacyk pierwotnie nazwano Foksal, potem Vauxhall (również Salon). Do budynku miał dostęp każdy kuracjusz bez względu na stan i pochodzenie. Niejednokrotnie przyjeżdżali tu w niedzielę i święta goście z Krakowa, by się bawić. Ok. połowy XIX w. pomieszczenia na parterze zamieniono na sklepy, piętro było nieużywane. Pod koniec XIX w. budynek zaadaptowano na administrację dóbr Potockich, wówczas to doszło do zniszczenia bogatego wnętrza. Do lat 90 XX w. w budynku mieściła się filia szkoły podstawowej, do 2005 roku Powiatowy Urząd Pracy. Mieści się tu galeria wystawiennicza oraz siedziba Centrum Kultury i Sportu w Krzeszowicach.
Pałac Vauxhall został wpisany do rejestru zabytków nieruchomych Wojewódzkiego Urzędu Ochrony Zabytków w Krakowie.